# Дымарка
Дыма́рка (укр. Димарка) — село, входит в Иванковский район Киевской области Украины.
Население по переписи 2001 года составляло 73 человека. Почтовый индекс — 07210. Телефонный код — 4591. Занимает площадь 1,6 км². Код КОАТУУ — 3222080901.

## Местный совет
07210, Київська обл., Іванківський р-н, с. Димарка, вул. Кірова, 44